# Sammenligning af akkumulatortyper
Denne tabel viser en sammenligning af akkumulatorteknologier og engangsbatterier.
 Der er for få eller ingen kildehenvisninger i denne artikel, hvilket er et problem. Du kan hjælpe ved at angive troværdige kilder til de påstande, som fremføres i artiklen.

| Type | Specifik energi [MJ/kg] | Energitæthed [MJ/L] | Specifik effekt [W/kg] | Opladning /afladnings -effektivitet [%] | Energi versus forbrugerpris [Wh/US$] (US$/kWh) | Selvafladnings- hastighed per måned [%] | Cyklus holdbarhed (100% fulde cykler) |
| --- | ----------------------- | ------------------- | ---------------------- | --------------------------------------- | ---------------------------------------------- | --------------------------------------- | ------------------------------------- |
| Alkaline                                                                                                 | 0,31–0,68               | 0,90–1,56           | 50                     | 45-85 (kun afladning)                   | 0,46                                           | 0,17                                    | én afladning                          |
| Bly-syre                                                                                                 | 0,108 – 0,144           | 0,216 – 0,270       | 180                    | 50 – 92                                 | 6,5 – 16 (60 – 154)                            | 3 – 20                                  | 50 – 100(500@40%DoD)                  |
| LiFePO4                                                                                                  | 0,32–0,58               | 1,20                | 200-1200               | 90                                      |                                                | 4,5                                     | 2000 – 3000                           |
| LiFePO4 (A123Systems)                                                                                    |                         |                     |                        |                                         |                                                |                                         | >7.500                                |
| LiPo |                         |                     | 10000                  |                                         |                                                |                                         | 1000                                  |
| Lithium-ion                                                                                              | 0,36 – 0,95             | 0,90 – 2,23         | ~250 – ~340            | 80–90                                   | 2,5                                            | 8                                       | 400 – 1200                            |
| Nikkel-metalhydrid                                                                                       | 0,216 – 0,432           | 0,504 – 1,08        | 250 – 1000             | 66                                      | 2,8                                            | 30                                      | 500 – 1000                            |
| LSD-NiMH                                                                                                 | 0,2 – 0,4               | 0,5 – 1,1           | 250 – 1000             |                                         | 2,8                                            | 3,7                                     | 500 – 1000                            |
| LSD-NiMH Sanyo Eneloop første generation fx HR-3UTG fra 2005                                             | 0,2 – 0,4               | 0,5 – 1,1           | 250 – 1000             |                                         |                                                | 0,9                                     | 1000                                  |
| LSD-NiMH Sanyo Eneloop anden generation fx HR-3UTGA                                                      | 0,2 – 0,4               | 0,5 – 1,1           | 250 – 1000             |                                         |                                                | 0,9                                     | 1500                                  |
| LSD-NiMH Sanyo Eneloop tredje generation fx HR-3UTGB                                                     | 0,2 – 0,4               | 0,5 – 1,1           | 250 – 1000             |                                         |                                                | 0,9                                     | 1800                                  |
| LSD-NiMH Panasonic Eneloop fjerde generation fx BK-3MCC (japan) BK-3MCCE (Europa) BK-3MCCA (Nordamerika) | 0,2 – 0,4               | 0,5 – 1,1           | 250 – 1000             |                                         |                                                | 0,9 (70% efter 10 år)                   | 2100                                  |
| Nikkel-jern                                                                                              | 0,108 – 0,180           | 0,108               | 100                    | 65 – 80                                 | 1,5 – 6,6                                      | 20 – 30                                 | >5000                                 |